# Chibchanomys
A Chibchanomys az emlősök (Mammalia) osztályának rágcsálók (Rodentia) rendjébe, ezen belül a hörcsögfélék (Cricetidae) családjába tartozó nem.

## Rendszerezés
A nembe az alábbi 2 faj tartozik:
- Chibchanomys orcesi Jenkins & Barnett, 1997
- Chibchanomys trichotis Thomas, 1897 - típusfaj